# 安乡县第一中学
安乡一中位于湖南省安乡县城关镇（现深柳镇）北部，创建于1942年秋天，是安乡县内最为著名的湖南省重点中学。学生2000人左右，教职员工200多人。
安乡一中于2002年被评为湖南省示范性普通高级中学。